# 岭南槭
岭南槭（学名：Acer tutcheri）为槭树科槭属下的一个种。

## 扩展阅读
- 維基物種上的相關：岭南槭